# Claudio Olivieri
Claudio Olivieri (Roma, 28 novembre 1934 – Milano, 16 dicembre 2019) è stato un pittore e scultore italiano.

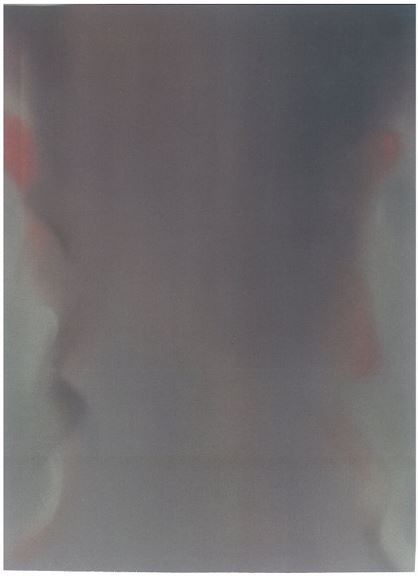
Claudio Olivieri, Vestiglia 1985, Parma, collezione privata

Viene considerato tra i maggiori esponenti della Pittura analitica.

## Biografia
Formatosi presso l'Accademia di Belle Arti di Brera, iniziò la sua carriera tra Milano e Bologna, a cavallo tra gli anni Cinquanta e Sessanta, quando espose presso la British School di Bologna insieme a Enrico della Torre. Il primo dipinto, senza titolo, è datato 1956. Opera astratta molto materica, dai toni scuri e con inserti cromatici a tratti accesi, dalla quale emergevano chiaramente le influenze dell'arte informale che negli anni Cinquanta dominavano il contesto artistico europeo.
La sua prima mostra individuale si tenne presso il Salone Annunciata di Milano nel 1960. Da questo momento in poi la sua carriera artistica divenne sempre più intensa: partecipò alle Biennali di Venezia negli anni 1966, 1980, 1986 e 1990, dove ebbe una sala personale.
Prese parte alle Quadriennali di Roma del 1973, del 1986 e del 1999, a Documenta 6 nel 1977 e a numerose altre mostre internazionali.
Dal 1993 al 2011 tenne la cattedra di Pittura e di Arti visive presso la Nuova Accademia di Belle Arti di Milano, città in cui visse e lavorò.
Olivieri è morto nel dicembre del 2019.

## Principali mostre

### Personali
- 1960 - Opere di Claudio Olivieri, Salone Annunciata, Milano
- 1969 - Galleria del Milione, Milano
- 1972 - Olivieri, Galleria Contini, Roma
- 1974 - Claudio Olivieri, Westfalischer Kunstverein, Munster
- 1976 - Galleria Espace 5, Montreal
- 1977 - Galerie Stevenson Palluel, Parigi
- 1978 - Galleria Lorenzelli, Milano
- 1982 - PAC, Padiglione d'Arte Contemporanea, Milano
- 1983 - Claudio Olivieri. Opere 1962-1983, Galleria Civica, Modena
- 1985 - Galerie "E" Edition, Monaco
- 1988 - Claudio Olivieri, Galleria d'Arte Niccoli, Parma
- 2001 - Olivieri. Opere 1969-2000, Palazzo Sarcinelli, Conegliano (Treviso)
- 2006 - Claudio Olivieri. Antologia 2006, Chiesa di San Matteo e Claudio Poleschi Arte Contemporanea, Lucca
- 2010 - Claudio Olivieri. Quali sensi-Opere dal 1972 al 2010, Villa La Versiliana
- 2012 - Luce propria, Museo Diocesano, Milano
- 2013 - Claudio Olivieri. Opere recenti, Tesa 105 Arsenale di Venezia

### Collettive
- 1966 - XXXIII Biennale di Venezia
- 1970 - Pittura '70. L'immagine attiva, Casa del Mantegna, Mantova
- 1973 - X Quadriennale di Roma, Palazzo delle Esposizioni, Roma
- 1977 - Documenta, Kassel
- 1980 - XXXIX Biennale di Venezia
- 1986 - XLII Biennale di Venezia
- 1990 - XLIV Biennale di Venezia